# Batalha de Malvern Hill
A Batalha de Malvern Hill, também conhecida como Batalha da Fazenda de Poindexter, foi travada em 1º de julho de 1862, entre o Exército Confederado da Virgínia do Norte, liderado pelo general Robert E. Lee, e o Exército da União do Potomac sob o comando do major-general George B. McClellan. Foi a batalha final das Batalhas dos Sete Dias durante a Guerra Civil Americana, ocorrendo em uma altitude de 130 pés (40 m) de terra conhecida como Malvern Hill, perto da capital confederada de Richmond, Virgínia e a apenas uma milha (1,6 km) do rio James. Incluindo reservas inativas, mais de cinquenta mil soldados de cada lado participaram, usando mais de duzentas peças de artilharia e três navios de guerra.
As Batalhas dos Sete Dias foram o clímax da Campanha da Península, durante a qual o Exército do Potomac de McClellan navegou ao redor das linhas confederadas, desembarcou na ponta da Península da Virgínia, a sudeste de Richmond, e atacou o interior em direção à capital confederada. O general confederado Joseph E. Johnston rejeitou as repetidas tentativas de McClellan de tomar a cidade, retardando o progresso da União na península. Quando Johnston foi ferido, Lee assumiu o comando e lançou uma série de contra-ataques, chamados coletivamente de Batalhas dos Sete Dias. Esses ataques culminaram na ação em Malvern Hill.
O V Corpo da União, comandado pelo brigadeiro-general Fitz John Porter, assumiu posições na colina em 30 de junho. McClellan não estava presente nas trocas iniciais da batalha, tendo embarcado no couraçado USS Galena e navegado pelo rio James para inspecionar Harrison's Landing, onde pretendia localizar a base para seu exército. Os preparativos confederados foram prejudicados por vários contratempos. Mapas ruins e guias defeituosos fizeram com que o major-general confederado John Magruder se atrasasse para a batalha, um excesso de cautela atrasou o major-general Benjamin Huger e o major-general Stonewall Jackson teve problemas para coletar a artilharia confederada.
A batalha ocorreu em etapas: uma troca inicial de fogo de artilharia, uma carga menor do brigadeiro-general confederado Lewis Armistead e três ondas sucessivas de cargas de infantaria confederada desencadeadas por ordens pouco claras de Lee e as ações do major-general. Magruder e D. H. Hill, respectivamente. Em cada fase, a eficácia da artilharia federal foi o fator decisivo, repelindo ataque após ataque, resultando em uma vitória tática da União. No decorrer de quatro horas, uma série de erros no planejamento e na comunicação fez com que as forças de Lee lançassem três ataques fracassados de infantaria frontal em centenas de metros de terreno aberto, sem o apoio da artilharia confederada, avançando em direção à infantaria e às defesas de artilharia da União firmemente entrincheiradas. Esses erros deram às forças da União a oportunidade de infligir pesadas baixas.
Apesar da vitória do exército da União, a batalha fez pouco para alterar o resultado da Campanha da Península: após a batalha, McClellan e suas forças se retiraram de Malvern Hill para Harrison's Landing, onde permaneceu até 16 de agosto. Seu plano de capturar Richmond foi frustrado. A imprensa confederada anunciou Lee como o salvador de Richmond. Em contraste, McClellan foi acusado de estar ausente do campo de batalha, uma dura crítica que o assombrou quando concorreu à presidência em 1864.

## Sources
- Burton, Brian K. (2010). Extraordinary Circumstances: The Seven Days Battles. Bloomington, Indiana: Indiana University Press. ISBN 978-0-253-10844-9
- Eicher, David J. (2002). The Longest Night: A Military History of the Civil War. London: Simon and Schuster. ISBN 0-7432-1846-9
- Freeman, Douglas S. (1936). R. E. Lee: A Biography, Volume 2. New York: C. Scribner's Sons. ISBN 0-6841-5483-8
- Freeman, Douglas S. (2001). Lee's Lieutenants: A Study in Command. New York: Simon & Schuster. ISBN 0-6848-5979-3
- Hattaway, Herman (1997). Shades of Blue and Gray: An Introductory Military History of the Civil War. Columbia, Missouri: University of Missouri Press. ISBN 0-8262-1107-0
- Roland, Charles P. (1995). Reflections on Lee: A Historian's Assessment. Mechanicsburg, Pennsylvania: Stackpole Books. ISBN 0-8117-0719-9
- Rollyson, Carl E.; Paddock, Lisa O.; Gentry, April (2007). Critical Companion to Herman Melville: A Literary Reference to His Life and Work. New York: Infobase Publishing. ISBN 978-1-4381-0847-6
- Sears, Stephen W. (1992). To the Gates of Richmond: The Peninsula Campaign. New York: Ticknor & Fields. ISBN 0-89919-790-6
- Sears, Stephen W. (2003). Landscape Turned Red: The Battle of Antietam reprint ed. New York: Houghton Mifflin Harcourt. ISBN 0-618-34419-5
- Settles, Thomas M. (2009). John Bankhead Magruder: A Military Reappraisal. Baton Rouge, Louisiana: Louisiana State University Press. ISBN 978-0-807133-91-0
- Snell, Mark A. (2002). From First to Last: The Life of Major General William B. Franklin illustrated ed. New York: Fordham University Press. ISBN 0-8232-2149-0
- Sweetman, Jack (2002). American Naval History: An Illustrated Chronology of the U.S. Navy and Marine Corps, 1775–present illustrated ed. Annapolis, Maryland: Naval Institute Press. ISBN 1-55750-867-4
- Wise, Jennings Cropper (1991). The Long Arm of Lee: The History of the Artillery of the Army of Northern Virginia, Volume 1: Bull Run to Fredericksburg. Lincoln, Nebraska: University of Nebraska Press. ISBN 0-8032-9733-5